# Aḩmadābād-e Bāsh
Aḩmadābād-e Bāsh (persiska: احمد آباد باش, اَحمَد آباد, اَحمَدابادِ باش آباد) är en ort i Iran.   Den ligger i provinsen Kurdistan, i den nordvästra delen av landet, 300 km väster om huvudstaden Teheran. Aḩmadābād-e Bāsh ligger 1 864 meter över havet och antalet invånare är 374.
Terrängen runt Aḩmadābād-e Bāsh är varierad. Runt Aḩmadābād-e Bāsh är det ganska tätbefolkat, med 54 invånare per kvadratkilometer. Närmaste större samhälle är Sarāyjūq, 15,2 km sydost om Aḩmadābād-e Bāsh. Trakten runt Aḩmadābād-e Bāsh består i huvudsak av gräsmarker.